# Schronisko w Krużganku
Schronisko w Krużganku lub Schronisko w Krużganku II – schronisko na wzgórzu Góra Popielowa na Wyżynie Częstochowskiej będącej częścią Wyżyny Krakowsko-Częstochowskiej. Znajduje się w województwie śląskim, w powiecie zawierciańskim, w gminie Kroczyce. Schronisko wymieniane było także pod nazwą Jaskinia Deszczowa Górna lub Jaskinia Deszczowa Zachodnia, oraz jako Jaskinia Deszczowa II i Schronisko Górne.

## Opis obiektu
Jaskinia znajduje się w północnej części skał Góry Popielowej i jest łatwa do odszukania. Ma otwór tuż obok dużego otworu Jaskini Deszczowej (5 m na zachód od niego), ponadto nad otworem Schroniska w Krużganku znajduje się okno skalne. Przed otworem schroniska znajduje się na podwyższeniu placyk przypominający krużganek – stąd nazwa schroniska.
Otwór schroniska znajduje się na częściowo górą nakrytej skałami szczelinie o wysokości 3 m i szerokości 2,5 m. Za wejściem znajduje się niewielka salka. Została znacznie powiększona w wyniku prac archeologów, którzy wybrali jej namulisko na głębokość 3 m. Za salką jest próg o wysokości 2,5 m, za nim po prawej stronie ciasny i myty korytarzyk wychodzący niewielkim otworem na zewnątrz. Otwór jest dla człowieka niemożliwy do przejścia, gdyż przegrodzony jest filarkiem. Po przeciwległej do wejścia stronie salki znajduje się drugi, trójkątny otwór, a za nim ciasny korytarzyk. Powstał na pionowej szczelinie i jest w nim kominek o wysokości około 4,5 m, dalej przechodzący w 8-metrowy korytarzyk wychodzący w skałach niewielkim otworem.
Ściany schroniska przy wejściu porośnięte są glonami. Resztki niewybranego przez archeologów namuliska przy wejściu do schroniska są piaszczysto-gliniaste, namulisko w korytarzyku za salką składa się z kamieni, piasku i próchnicy.

## Historia poznania i dokumentacji
Schronisko pomierzyli K. Mazik i Z. Lorek w 1980 r. Plan sporządził K. Mazik. Po raz pierwszy wymienili schronisko M. Szelerewicz i A. Górny w 1986 r. pod nazwą Schronisko w Krużganku II. Opisał go Jerzy Zygmunt w 2013 r.
W latach 1989–1997 Jaskinia Deszczowa była badana przez archeologów pod kierownictwem Krzysztofa Cyrka (Muzeum Archeologiczne i Etnograficzne w Łodzi). Natrafiono na 6 poziomów osadniczych. Badania sondażowe w latach 2004–2011 wykazały, że nie przebadane namulisko w tylnej części jej korytarza, oraz w Schronisku w Krużganku (tu nazywanym Schroniskiem Górnym lub Jaskinią Deszczową II) są rozgrzebywane i ulegają niszczeniu. W związku z tym, aby je ratować przed utratą, w 2011 r. K. Cyrek wykonał ich archeologiczne badanie. W Schronisku w Krużganku wybrano namulisko na głębokość 1,5 m, aż do stropu gliny zwietrzeliskowej z poziomem skał wapiennych. Znaleziono kości zwierząt, w tym kręgi i kły lwa jaskiniowego, nie natrafiono natomiast na kolejne poziomy kulturowe. Powiększono powierzchnię badaną do 6 m² i zagłębiono się na dalsze 140 cm w lessowe namulisko. Znaleziono tylko poroża renifera ze śladami obróbki.

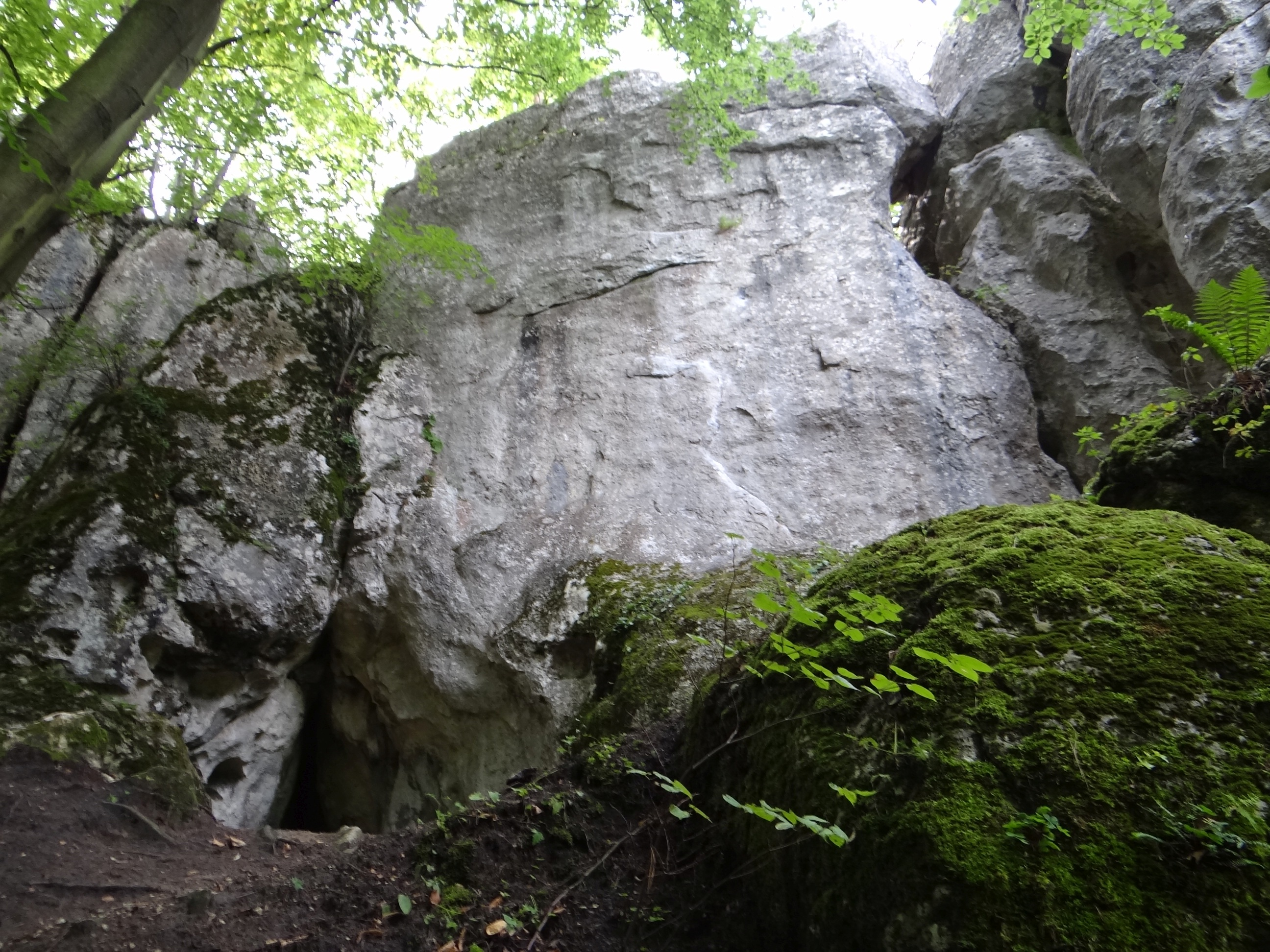
Jaskinia Deszczowa (po lewej) i Schronisko w Krużganku (po prawej, pod oknem skalnym)
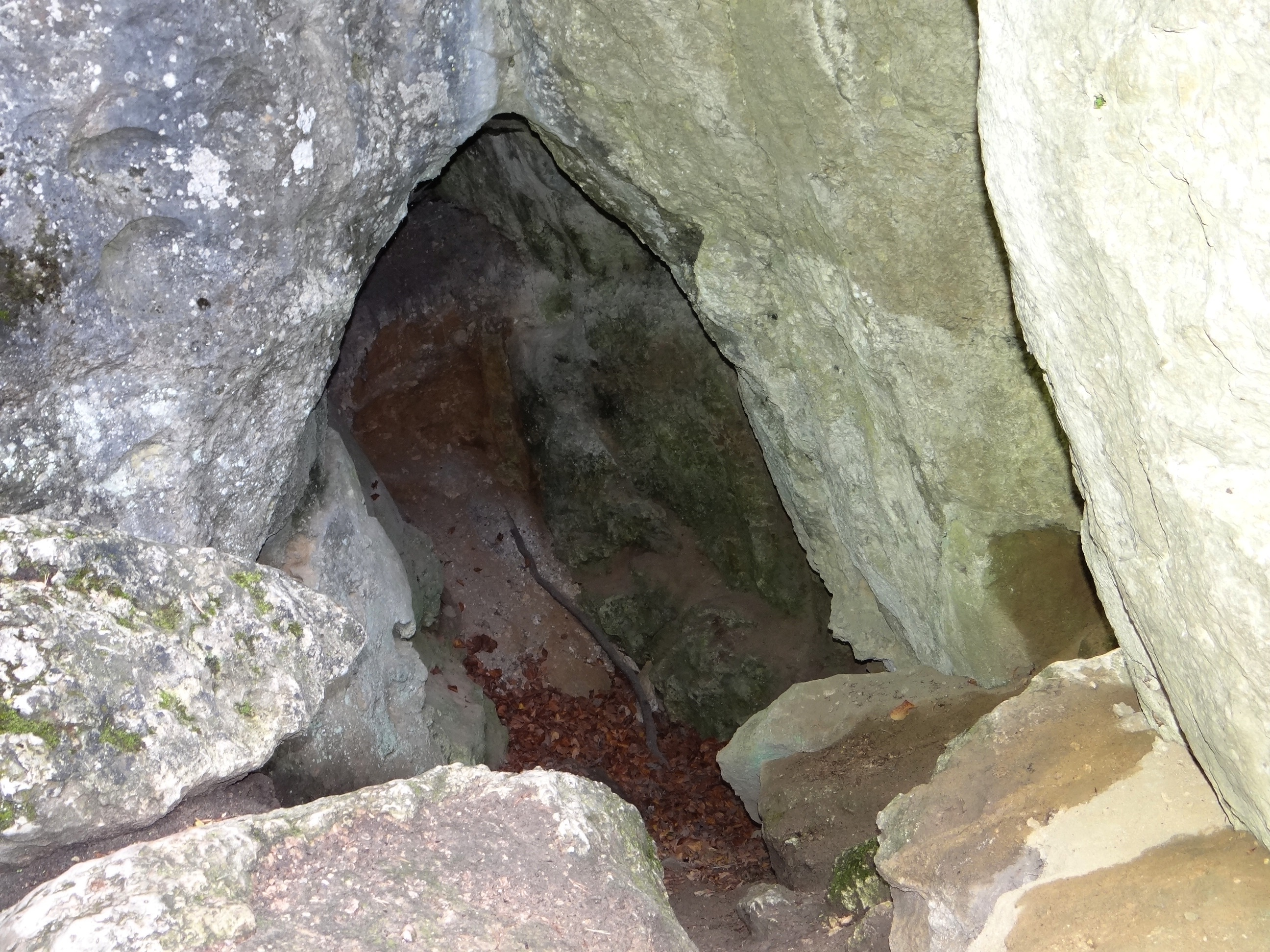
Otwór główny
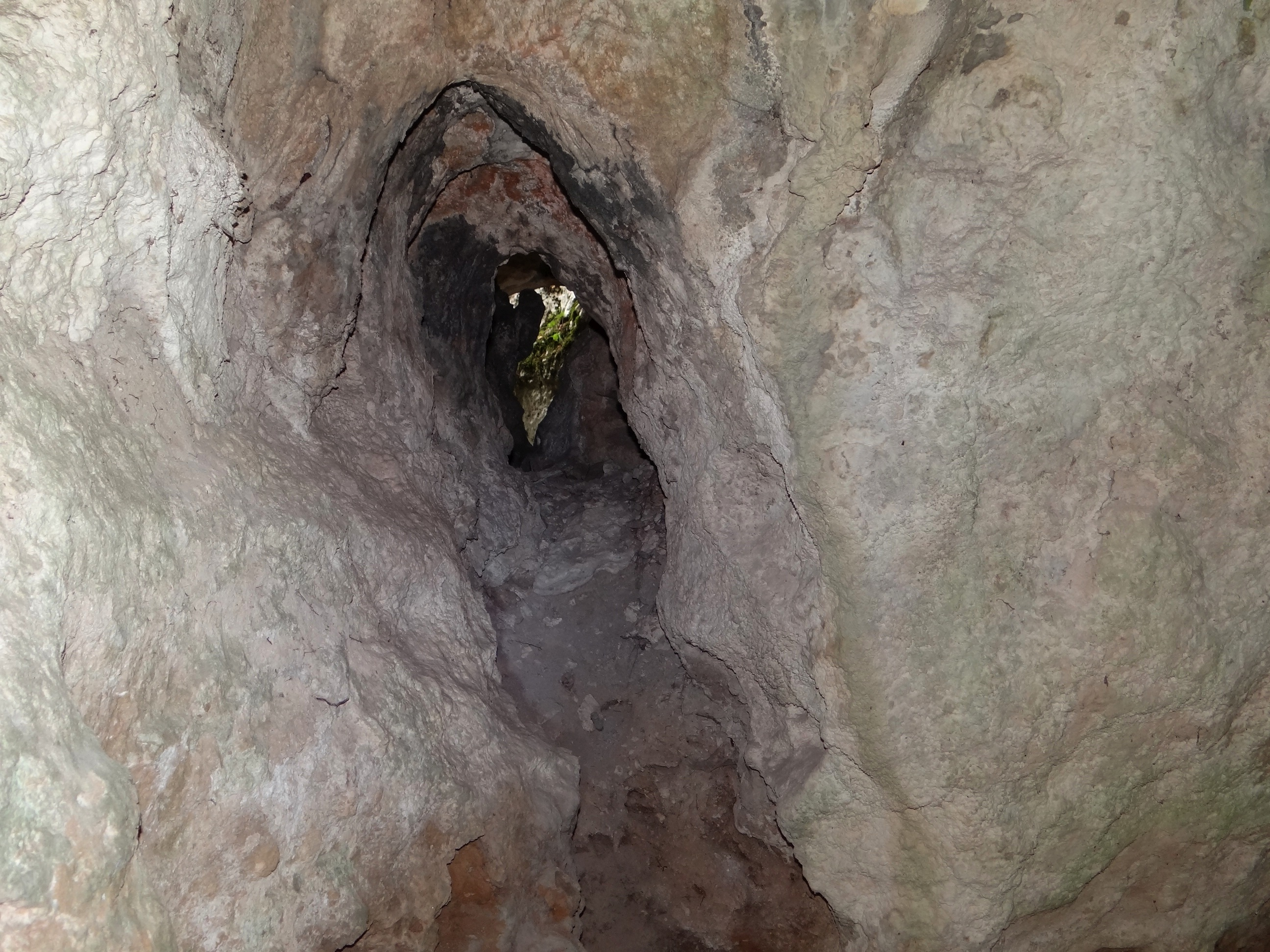
Korytarzyk I
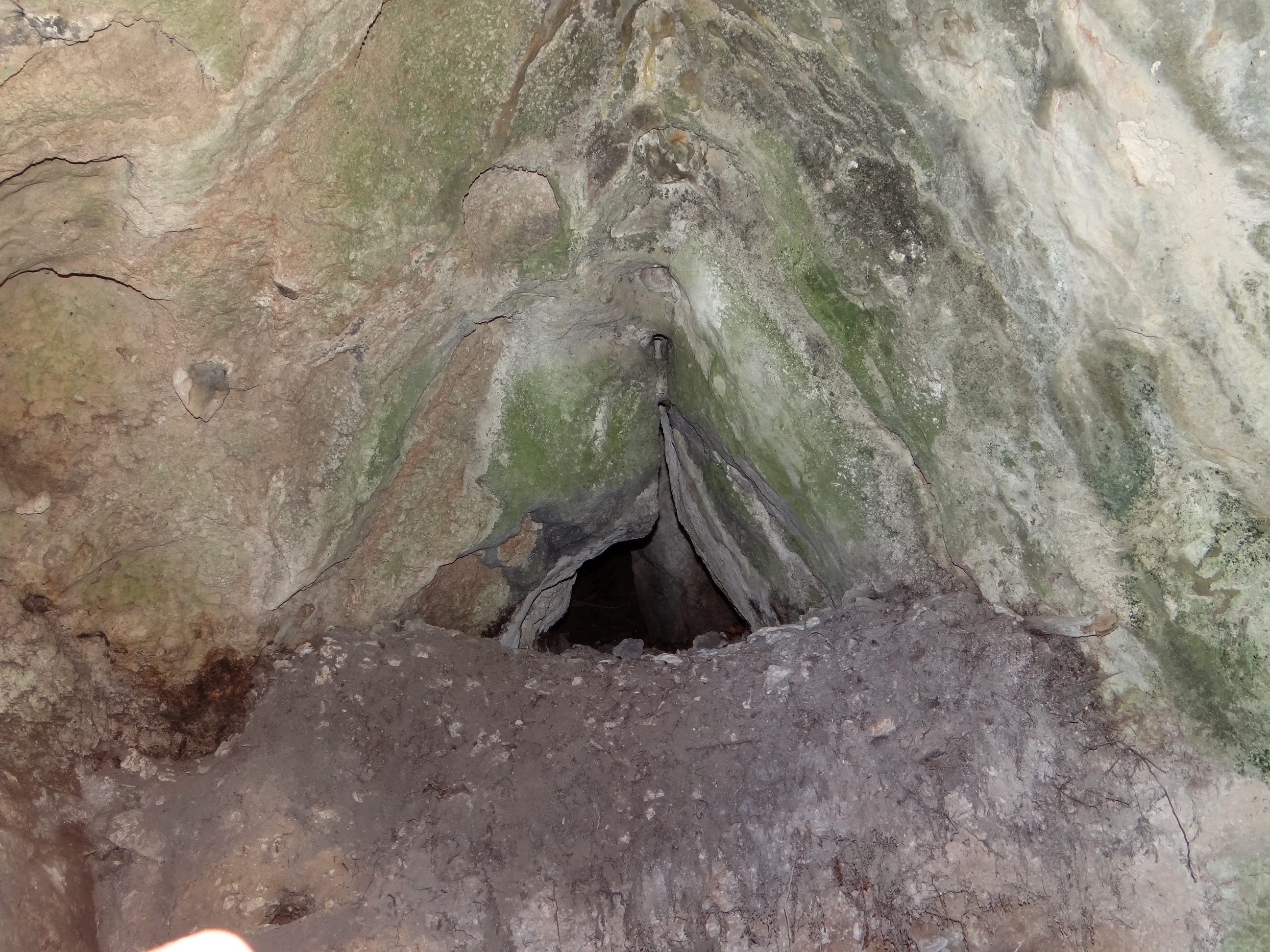
Korytarzyk II
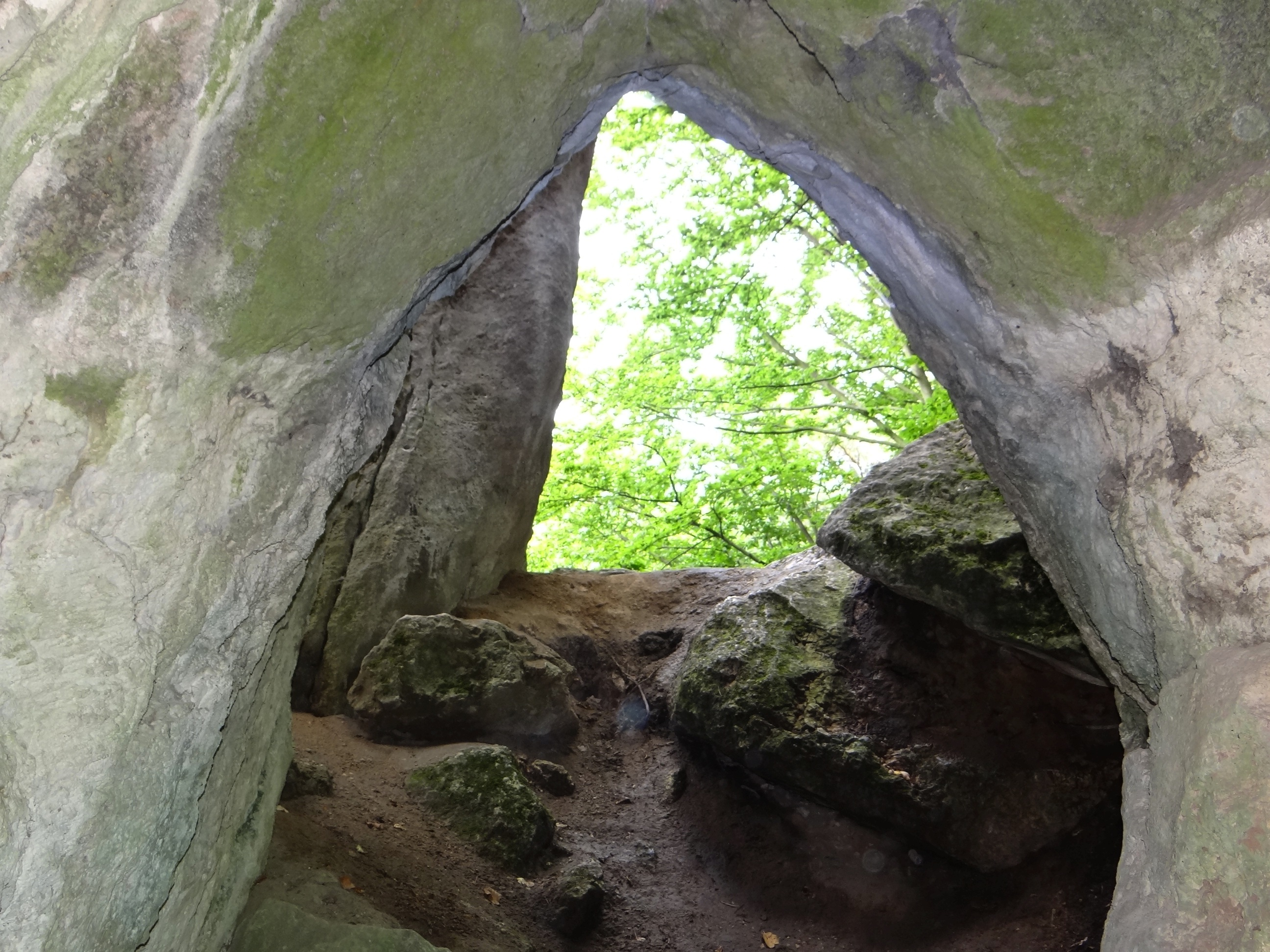
Salka

W Górze Popielowej oprócz tego schroniska oraz Jaskini Deszczowej znajduje się jeszcze kilka innych jaskiń i schronisk: Jaskinia Kroczycka, Kopalnia Kalcytu w Popielowej Górze Pierwsza, Kopalnia Kalcytu w Popielowej Górze Druga, Schronisko na Tarasie Popielowej Góry Pierwsze, Schronisko Okopcone, Schronisko Przelotowe w Popielowej Górze, Schronisko Troglobiontów, Szczelina w Popielowej Górze.